# Irving Townsend
Irving Townsend (1920 - 1981) foi um produtor musical e escritor estadunidense.  Tornou-se notório por ter produzido, em março de 1959, o álbum Kind of Blue, de Miles Davis, considerado o mais influente disco de jazz já criado e, de acordo com a RIAA, o álbum de jazz mais vendido da história. Townsend posteriormente ocupou o cargo de presidente da National Academy of Recording Arts and Sciences dos Estados Unidos.